# Betty Amann
Betty Amann, eigentlich Philippine Amann, (* 10. März 1907 in Pirmasens; † 3. August 1990 in Danbury, Connecticut) war eine deutsch-amerikanische Schauspielerin.

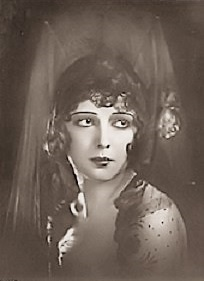
Betty Amann (etwa 1930)

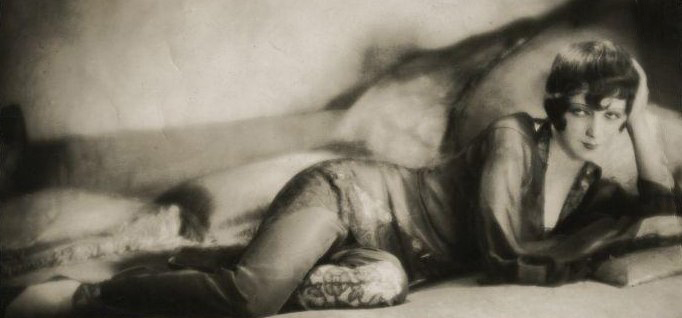
Betty Amann im Film Asphalt, Dutch Nationaal Archief

## Leben
Als Tochter deutsch-amerikanischer Eltern geboren, wuchs Amann ab 1908 vornehmlich in den USA auf. Nach eigenen Angaben studierte sie Malerei an der Kunstakademie in New York. Nach kleinen Rollen an verschiedenen Theatern begann sie 1926, noch als Bee Amann, ihre Schauspielkarriere mit dem Film The Kick-Off. 1928 kehrte sie nach Deutschland zurück und spielte neben Gustav Fröhlich die weibliche Hauptrolle in Asphalt unter dem Regisseur Joe May, der sie mit dem Produzenten Erich Pommer für den deutschen Film entdeckte. Die Rolle einer femme fatale sollte sie nach Asphalt noch häufig in ihren folgenden Filmen übernehmen. Zu dieser Zeit nahm sie auch den Künstlernamen Betty Amann an. Auch mit Beginn des Tonfilms drehte sie zunächst weiter in Deutschland, darunter mit Hans Albers den Krimi Hans in allen Gassen von Carl Froelich.
Ab 1931 arbeitete Amann auch in England. Alfred Hitchcock engagierte sie für seinen Spielfilm Endlich sind wir reich. Einen ihrer letzten Auftritte im deutschen Film hatte sie 1933 in Schleppzug M 17 mit Heinrich George. Nach der Machtübernahme der Nationalsozialisten erhielt sie aufgrund ihrer jüdischen Herkunft keine Angebote mehr, daher emigrierte sie 1937 erneut in die USA. Dort konnte sie an ihre früheren Erfolge nicht mehr anknüpfen. Ihre letzte Rolle hatte sie 1943 in Edgar G. Ulmers Isle of Forgotten Sins.
1990 starb sie im Alter von 83 Jahren. Sie war mit dem Anwalt David B. Stillman verheiratet.

## Filmografie
- 1926: The Kick-Off (Regie: Wesley Ruggles)
- 1928: The Trail of the Horse Thieves (Regie: Robert De Lacey)
- 1929: Asphalt (Regie: Joe May)
- 1929: Der Sträfling aus Stambul (Regie: Gustav Ucicky)
- 1930: Der weiße Teufel (Regie: Alexander Wolkow)
- 1930: Gefährliche Romanze (Regie: Michal Wászynski)
- 1930: Die große Sehnsucht (Auftritt, Regie: István Székely)
- 1930: O alte Burschenherrlichkeit (Regie: Rolf Randolf)
- 1930: Hans in allen Gassen (Regie: Carl Froelich)
- 1931: Das Lied der Nationen (Regie: Rudolf Meinert)
- 1931: The Perfect Lady (Regie: Frederick J. Jackson und Milton Rosmer)
- 1931: Endlich sind wir reich (Rich and Strange, Regie: Alfred Hitchcock)
- 1931: Strictly Business (Regie: Jacqueline Logan und Mary Field)
- 1932: Pyjamas Preferred (Regie: Val Valentine)
- 1933: Daughters of Today (Regie: F.W. Kraemer)
- 1933: Der große Bluff (Regie: Georg Jacoby)
- 1933: Die kleine Schwindlerin (Regie: Johannes Meyer)
- 1933: Schleppzug M 17 (Regie: Heinrich George und Werner Hochbaum)
- 1933: Strictly in Confidence (Regie: Clyde Cook)
- 1938: In Old Mexico (Regie: Edward D. Venturini)
- 1939: Nancy Drew... Reporter (Regie: William Clemens)
- 1943: Isle of Forgotten Sins (Regie: Edgar G. Ulmer)

## Auszeichnungen
1987 erhielt Amann das Filmband in Gold für langjähriges und hervorragendes Wirken im deutschen Film.